# Bactris guineensis
Bactris guineensis é uma espécie de planta pertencente à família das palmeiras (Arecaceae).

## Sinonímia
- Cocos guineensis L. (1767).
- Bactris minor Jacq. (1781).
- Cocos acicularis Sw. (1788).
- Bactris rotunda Stokes (1812), nom. illeg.
- Guilielma piritu H.Karst. (1857).
- Bactris horrida Oerst. (1859).
- Bactris piritu (H.Karst.) H.Wendl. in O.C.E.de Kerchove de Denterghem (1878).
- Bactris oraria L.H.Bailey (1943).[1]